# レディ・ビー・グッド (1941年の映画)
『レディ・ビー・グッド』(Lady Be Good) は、1941年のアメリカ合衆国のメトロ・ゴールドウィン・メイヤーのミュージカル映画。
ダンサーのエレノア・パウエルがアン・サザーン、ロバート・ヤング、ライオネル・バリモア、レッド・スケルトンと共に主演した。ノーマン・Z・マクロードが監督し、アーサー・フリードがプロデュースした。本作はパウエルとスケルトンが共演した最初の作品となった。パウエルがトップで宣伝されたが、実質的な主演は作詞家を目指すディキシー・ドネガン演じるサザーンと売れない作曲家のエディ・クレインを演じるヤングである。
本作の題名『Lady Be Good』とテーマ曲「Oh, Lady be Good!」は、1924年のジョージ&アイラ・ガーシュウィンによるブロードウェイ・ミュージカル『レディ・ビー・グッド (ミュージカル)』で使用されたものだが、題名と曲以外はほとんど関連性がない。2006年8月のテレビ放映時、映画史家のロバート・オズボーンは、MGMはこの作品でサザーンをミュージカル・スターにしたと語った。これまでサザーンはヤングと共にライト・コミックで知られており、MGMはパウエルを助演に据えたが、集客のためパウエルをトップとして宣伝した。
舞台版『レディ・ビー・グッド』で使用されたガーシュウィンの楽曲「Fascinating Rhythm」でのパウエルのタップダンスのシーンで最もよく知られる。のちにこのシーンはドキュメンタリー映画『ザッツ・エンターテインメント』、『ザッツ・エンタテインメント PART3』で取り上げられた。舞台裏の映像で制作過程が映し出されている。パウエルは中断なしで複数のピアノの間を舞台に向かってダンスしながら通り抜け、同時にカメラに映らない部分で粛々とピアノが撤去されていく様子がわかる。このミュージカル・シーンはバスビー・バークレーが監督した。またパウエルが調教した犬とのダンスシーンの他、ベリー・ブラザーズによる複雑なダンスシーンもある。アカデミー賞においてジェローム・カーンとオスカー・ハマースタイン2世が作曲した「The Last Time I Saw Paris」でアカデミー歌曲賞を受賞した。

## あらすじ
離婚を求めるディキシー・クレイン(アン・サザーン)が、マードック裁判官(ライオネル・バリモア)による裁判で証言する。ディキシーは裁判官に夫との出会いを尋ねられ、過去を回想する。若い作曲家のエディ・クレイン(ロバート・ヤング)は最近発表した曲がなかなか売れず困っている。ガールフレンドのディキシー・ドネガンが不意に言った言葉が元で曲が出版され大ヒットする。数年後、結婚した2人はブロードウェイの作曲家として活躍する。ディキシーはエディが音楽活動よりもニューヨークの富裕層との社交にいそしんでいることに気づく。2人は離婚するが、すぐに仕事のパートナーとして再び共に活動を再開する。新たな作品でチャートのトップになり、2人はあるパーティで栄誉を讃えられディキシーは「The Last Time I Saw Paris」を歌う。友人たちの後押しもあり、2人は再婚する。パーティの後に帰宅し、方向性が大きく違うことに気づく。ディキシーは2人の夢であった大作の制作に取り掛かりたい。一方エディはまずはバミューダに新婚旅行に出かけたい。ディキシーは新婚旅行を断り、さらに新作の制作中は別居することを提案する。2人は別居し、エディは新作の共同制作から降りる。エディは裕福な芸術パトロンのウォードリー夫人(ローズ・ホバート)の支援のもと、交響曲の作曲を開始する。ウォードリー夫人はエディの音楽だけでなくエディ本人のことも気に入っている。ディキシーの新作が、ガーシュウィン兄弟による著名な楽曲「Fascinatin’ Rhythm」に合わせてマリリン・マーシュ(エレノア・パウエル)のダンスにより開幕する。エディは半年の間失踪し、南アフリカから戻ってきた時には2回目の離婚の裁判への異議を申し立てるには遅すぎて、裁判官はエディの異議を聞き入れない。

## キャスト
- エディ・クレイン：ロバート・ヤング
- ディキシー・ドネガン：アン・サザーン
- マリリン・マーシュ：エレノア・パウエル
- ジョー・ウィレット(レッド)：レッド・スケルトン
- マードック裁判官：ライオネル・バリモア
- ナイトクラブ司会者：フィル・シルヴァース
- ルル：ヴァージニア・オブライアン
- バディ・クロフォード：ジョン・キャロル
- ビル・パティソン：ダン・デイリー
- ウォードリー夫人：ローズ・ホバート
- 歌手：コニー・ラッセル

## 使用楽曲
- You'll Never Know (ロジャー・イーデンス作詞作曲)
- Your Words and My Music (ロジャー・イーデンス作曲、アーサー・フリード作詞)
- Lady Be Good (ジョージ・ガーシュウィン作曲、アイラ・ガーシュウィン作詞)
- The Last Time I Saw Paris (ジェローム・カーン作曲、オスカー・ハマースタイン2世作詞)
- Fascinating Rhythm (ジョージ・ガーシュウィン作曲、アイラ・ガーシュウィン作詞)

## レガシー
第二次世界大戦中、北アフリカ付近を航行したアメリカ陸軍航空軍B-24爆撃機にレディ・ビー・グッドと名づけられた。1943年4月4日、イタリアのナポリを襲撃中に失踪した。1958年、リビアの砂漠でほぼ原形を留めた状態で発見された。
2004年、アメリカン・フィルム・インスティチュートによりアメリカ映画主題歌ベスト100に「The Last Time I Saw Paris」がノミネートされた。